# Leggadina lakedownensis
Leggadina lakedownensis és una espècie de mamífer rosegador de la família dels múrids. És endèmic del nord d'Austràlia (Territori del Nord, Queensland i Austràlia Occidental). Es tracta d'un animal nocturn. Els seus hàbitats naturals són els herbassars, els matollars amb acàcies i els boscos de sabana. És una espècie en risc mínim, és a dir, no sembla que hi hagi cap amenaça significativa per a la seva supervivència. El seu nom específic, lakedownensis, significa ‘de Lakeland Downs’ en llatí.